# Shogun
Pour les articles homonymes, voir Shogun (homonymie).
 (janvier 2019).
Si vous disposez d'ouvrages ou d'articles de référence ou si vous connaissez des sites web de qualité traitant du thème abordé ici, merci de compléter l'article en donnant les références utiles à sa vérifiabilité et en les liant à la section « Notes et références ».

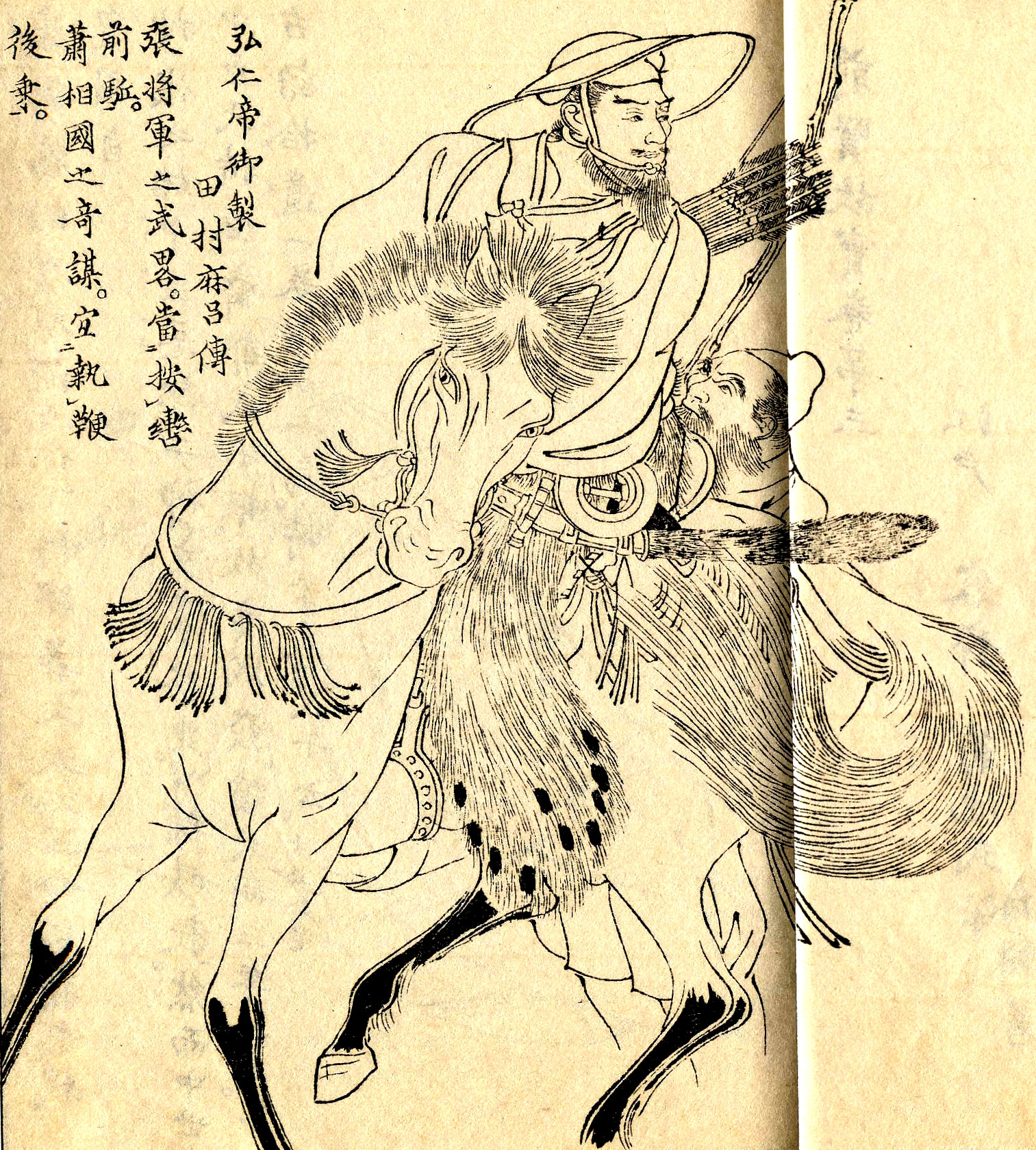
Sakanoue no Tamuramaro (758-811) était l'un des premiers shoguns du début de l'Époque de Heian.

Le terme shogun, chogoun ou shogoun, du japonais shōgun (将軍 /ɕo̞ːɡɯᵝɴ/), signifie « général » ; il s'agit de l'abréviation de seii-taishōgun (征夷大将軍), que l'on peut traduire par « grand général pacificateur des barbares ». Néanmoins, après avoir été attribué à Minamoto no Yoritomo, il devint un titre indiquant souvent le dirigeant de facto du Japon (dictateur militaire), alors même que l'empereur restait le dirigeant de jure (en quelque sorte le gardien des traditions). Le titre de seii taishōgun fut par la suite abandonné lors de la constitution au XIXe siècle du kazoku, c'est-à-dire de la noblesse japonaise.

## Seii taishōgunde l'époque de Heian (794-1185)

### Conquête des Emishis
Il s'agit originellement d'un titre donné, au début de l'époque de Heian, aux commandants militaires de rang princier pour la durée des campagnes contre les Emishi (蝦夷), peuple indigène qui refusa de se soumettre au pouvoir impérial du prince Yamamoto. Le plus fameux de ces shoguns était Sakanoue no Tamuramaro (坂上田村麻呂), qui soumit les Emishi au nom de l'empereur Kanmu (桓武, 桓武天皇). Plus tard, à l'époque Heian, une fois les Emishi intégrés ou confinés sur Hokkaidō (北海道), le terme « shōgun » ne fut plus utilisé dans ce sens.

### Guerre de Genpei
Cependant, plus tard durant l'époque Heian, au cours de la guerre de Genpei, un shogun supplémentaire fut désigné.
Minamoto no Yoshinaka, après être entré dans la capitale et en avoir fait fuir les Taira avec l'empereur Antoku, fut proclamé Asahi Shogun par l'empereur retiré Go-Shirakawa. Cependant, après qu'il eut tenté de prendre le contrôle du clan Minamoto, il fut très vite éliminé par son cousin Minamoto no Yoshitsune à la demande de son frère Minamoto no Yoritomo, alors qu'il poursuivait les Taira. Par la suite, Minamoto no Yoshitsune se vit attribuer le titre de kebiishi par l'empereur retiré Go-Shirakawa, entraînant ainsi la jalousie de Minamoto no Yoritomo.

## Seii taishōgunde la période féodale (1185-1868)

Portrait de Yoritomo, le fondateur et le premier shogun du shogunat de Kamakura au Japon.

### Shogunat Kamakura
Après la défaite du clan Taira durant la guerre de Genpei en 1185, Minamoto no Yoritomo prit le pouvoir à l'empereur et devint le dictateur et dirigeant du Japon. Il établit un système de gouvernement féodal basé à Kamakura (鎌倉), où les samouraïs prirent le pouvoir politique que détenaient alors l'empereur et la cour à Kyōto.
En 1192, Yoritomo reçut le titre de seii taishōgun de l'empereur, et le système politique qu'il développa par la succession des différents shoguns devint connu sous le nom de bakufu (幕府), ou shogunat.

### Restauration de Kenmu
Pendant la restauration de Kenmu, après la chute du shogunat de Kamakura en 1333, le prince Moriyoshi, fils de l'empereur Go-Daigo reçut le titre de seii taishogun et la direction de l'armée. Il fut cependant arrêté et exécuté par Tadayoshi Ashikaga, le frère cadet de Takauji Ashikaga.

### Shogunats de Muromachi et de Tokugawa
En dehors de Minamoto no Yoritomo, dont le shogunat de Kamakura dura environ 150 ans, de 1192 à 1333, seuls Ashikaga Takauji et Tokugawa Ieyasu (徳川家康), tous deux descendants des princes Minamoto, reçurent le titre de seii taishōgun et établirent leur propre gouvernement militaire bakufu. Le shogunat Ashikaga dura de 1338 à 1573, tandis que le shogunat Tokugawa recouvrit la période de 1603 à 1868.

#### Shogunats de Muromachi
La période Muromachi correspond à l'époque qui s'étend entre 1333 et 1573. Pendant cette période, le Japon fut contrôlé par des shoguns de la famille des Ashikaga qui étaient installés à Kyōto. Ashikaga Takauji fut le premier shogun, et Ashikaga Yoshiaki le dernier.

#### Époque Azuchi Momoyama
Les « shoguns transitoires » de 1568-1598 ne reçurent en réalité jamais le titre de seii taishōgun par l'empereur, et n'établirent pas de bakufu, mais obtinrent pendant une période donnée le contrôle de l'empereur et de la plus grande partie ou bien de l'ensemble du Japon.

#### Shogunat de Tokugawa
En 1603, après s'être fait attribuer le titre de shogun à la suite de l'élimination de tous les clans rivaux conduisant à l'unification du pays sous son autorité, Tokugawa Ieyasu fit du village de Edo (江戸, porte de la rivière), la nouvelle capitale Edo, renommée Tokyo (« capitale de l'Est ») à partir de l'ère Meiji. Ieyasu était le premier shogun de la dynastie des Tokugawa, qui règne sur le Japon jusqu'à la restauration Meiji en 1867.
Le titre de seii taishōgun fut aboli pendant la restauration Meiji en 1868, dans laquelle le pouvoir effectif de l'empereur et ses délégués fut « restauré »  (voir taisei hōkan (大政奉還)).

## Culture populaire

### Littérature
- Les romans de la trilogie de La Guerre du lotus se déroulent dans un univers de steampunk japonais où l'Empire de Shima est dirigé par un Shogun.
- L'action du roman Les manuscrits Ninja (Yamada Fûtarô) s'inscrit dans la continuité du règne de Tokugawa Ieyasu et se déroule lors du règne de Tokugawa Iemitsu.

### Série TV
- La mini-série de 10 épisodes Shogun est basée sur le roman de James Clavell paru en 1975. Réalisée par Jerry London en 1980, elle comporte dans les rôles principaux Richard Chamberlain, Toshiro Mifune et Yōko Shimada
- En 2024, une nouvelle mini-série de 10 épisodes, intitulée Shōgun, et toujours basée sur le roman de James Clavell, est produite par FX et diffusée sur Disney+, notamment à l'international. Les rôles principaux sont ici tenus par Cosmo Jarvis, Hiroyuki Sanada et Anna Sawai.

### Films
- Dans le film 47 Ronin, le Shogun Tsunayoshi Tokugawa est interprété par Cary-Hiroyuki Tagawa
- Le film Shogun dérivé de la série du même nom et réalisé par Jerry London en 1980.

### Série Anime / Web anime / ONA
- Dans la série Netflix Le Pavillon des hommes de 2023 (Japon) de Noriyuki Abe avec Mamoru Miyano, Eriko Matsui, Yuki Kaji, Kikuko Inoue, Jun Fukuyama, Tomokazu Seki, Miyuki Satou, Sanae Kobayashi et Hitoshi Kubota. 10 épisodes (saison 1). L’histoire du Pavillon des hommes est une uchronie, un récit imaginaire, qui se déroulerait au début du Shogunat Tokugawa.

### Manga
- Dans le manga One Piece  durant l'arc du Pays de Wa, Orochi est le Shogun du pays.
- Dans le manga Le Pavillon des hommes de 2004 à 2020 (Japon) de Fumi Yoshinaga. 19 volumes. L’histoire du Pavillon des hommes est une uchronie, un récit imaginaire, qui se déroulerait à l’époque du Shogunat Tokugawa.

### Jeux vidéo
- Dans la série Monster Hunter, le Ceanataur Shogun est un des monstres puissants que l'on peut affronter. Il est le chef des Ceanataurs.
- Dans MadWorld, Shogun est l'un des boss de fin de niveau que l'on peut affronter dans la seconde partie de la ville.
- Dans Shogun: Total War, le joueur est chef de clan durant l'Époque Sengoku et doit conquérir l'ensemble du Japon pour devenir Shogun.
- Dans Total War: Shogun 2, jeu de stratégie en temps réel et au tour par tour, le joueur se retrouve à la tête d'un clan féodal et doit s'emparer de Kyoto pour devenir shogun. Dans Total War: Shogun 2 - La Fin des Samouraïs, ce dernier peut soutenir l'Empire ou le Shogunat durant la guerre de Boshin.
- Dans Kingdom : Two Crowns, jeu de type city Builder en 2D, possède une campagne, se passant dans un archipel au style japonais, du nom de Shogun. Il s'agit en réalité d'une « remasterisation » des skins pour leur donner un style japonais
- Dans Freelancer, le chef d'État de Kusari porte le titre de Shogun et son gouvernement est le Shogunat.
- Dans le jeu vidéo Brawlhalla, l’épéiste Koji possède un skin du nom de « Koji Shogun » possédant une lame forgée dans le feu et le sang.
- Dans le jeu vidéo Genshin Impact, Beelzebub l'Archon Électro, de son nom humain Raiden Ei, est également connue sous le nom de « Raiden Shogun » ou encore « Dieu de l'Éternité ». Elle règne sur l'île d'Inazuma de façon extrêmement autoritaire et entretient une tempête de foudre éternelle afin d'empêcher l'accès de l'île aux étrangers.